# Lord Russell of Liverpool
Lord Russell of Liverpool, egentlig Edward Frederick Langley Russell of Liverpool (født 10. april 1895, død 8. april 1981) var engelsk advokat og forfatter til bøger om bl.a. krigsforbryderprocesserne efter 2. verdenskrig.
Han blev uddannet ved Liverpool College i Liverpool og St. John’s College i Oxford, og fungerede fra 1931 som advokat ved Gray's Inn i London i England. Russell deltog som soldat i både 1. og 2. verdenskrig. Efter 2. verdenskrig fungerede han som vicegeneralauditør og juridisk rådgiver hos den britiske overkommando i Tyskland ved krigsforbryderprocesserne 1946-1951.
På baggrund af processerne i Tyskland skrev han bøgerne The Scourge of the Swastika (Hagekorsets svøbe) og The Knights of Bushido (Bushido-ridderne), som ganske usentimentalt og nøgternt beskriver de tyske og japanske krigsforbrydelser under 2. verdenskrig.
Senere har han præsideret over andre undersøgelser om bl.a. krigsforbrydelser i Vietnam, ligesom han skrev om rettergangen mod Adolf Eichmann. Russell blev tildelt de engelske ordener C.B.E (Commander of the Order of the British Empire) og M.C (Military Cross).